# Michael Jefferson Nascimento
Michael Jefferson Nascimento (* 21. Jänner 1982 in São Paulo) ist ein ehemaliger brasilianischer Fußballspieler.

## Karriere
Der 1,71 Meter große Mittelfeldspieler begann seine Karriere 1997 beim Jugendverein CA Juventus, bei welchem er bis 1998 unter Vertrag stand. Seine nächste Station war der Verein AD São Caetano, bei welchem er von 1999 bis 2002 unter Vertrag stand. Bis einschließlich 2006 nahm er an keinen Ligaspielen teil. Seine nächste Station war der Verein CRA Catalano, bei welchem er von 2003 bis 2004 unter Vertrag war. Von 2004 bis 2006 absolvierte er drei Jahre beim Verein Grêmio Barueri unter Vertrag. 2005 unterzeichnete er einen Leihvertrag beim Verein Avaí FC, bei welchem er für eine Spielzeit unter Vertrag stand. Sein letzter Verein ohne Ligaspiele war Guaratinguetá Futebol, bei welchem er für zwei Jahre unter Vertrag stand.
Seine ersten Ligaspiele bestritt er 2007, in welchem er einen Leihvertrag beim Verein AA Ponte Preta, bei welchem er 19 Ligaspiele absolvierte. Nach der Spielzeit wechselte er zum Verein Coritiba FC, bei welchem er ebenfalls als Leihe unter Vertrag stand. Während des Jahres absolvierte er elf Ligaspiele und traf zweimal ins Tor. 2008 unterschrieb er einen Vertrag beim Verein JEF United Ichihara Chiba, bei welchem er an 10 Ligaspielen teilnahm und ein Tor schoss. Zudem absolvierte er ein torloses Spiel des Kaiserpokals. Im zweiten Jahr bestritt er zwölf Ligaspiele und traf zweimal ins Tor. Außerdem absolvierte er drei torlose Spiele des J. League Cups.
Nach zwei Jahren wechselte er von 2010 bis 2012 zum Verein Albirex Niigata, bei welchem er 2010 27 Ligaspiele bestritt und vier Tore schoss. Außerdem nahm er an einem torlosen Spiel des Kaiserpokals, sowie an sechs Spielen des J. League Cups teil, wobei er zwei Pässe ins Tor befördern konnte. 30 Ligaspiele absolvierte er 2011, wovon er sechsmal ins Tor treffen konnte. Des Weiteren bestritt er zwei torlose Spiele des Kaiserpokals, sowie zwei Spiele des J. League Cups, in denen er insgesamt ein Tor erzielte. In seinem letzten Jahr beim Verein nahm er an 27 Ligaspielen teil und erzielte vier Tore. Nach drei Jahren beim Verein kündigte er den Vertrag und wechselte er für eine Spielzeit zum Verein São Bernardo FC. Seine nächste Station war der Verein Guaratinguetá Futebol, bei welchem er von 2013 bis 2014 unter Vertrag stand. Bei beiden Vereinen nahm er an jeweils zwölf torlosen Spielen teil. Von 2014 bis 2015 stand er für den Verein EC Santo André unter Vertrag. Danach beendete er seine aktive Laufbahn.